# Forever 1
Forever 1 è il settimo album in studio in lingua coreana (il decimo in assoluto) del girl group sudcoreano Girls' Generation, pubblicato il 5 agosto 2022 dalla SM Entertainment.

## Tracce
1. Forever 1 – 3:22
2. Lucky Like That – 2:51
3. Seventeen – 3:08
4. Villain – 3:02
5. You Better Run – 2:45
6. Closer – 3:58
7. Mood Lamp – 3:48
8. Summer Night (완벽한 장면) – 3:13
9. Freedom – 3:02
10. Paper Plane (종이비행기) – 3:30

## Classifiche

### Classifiche settimanali
| Classifica (2018-19) | Posizione massima |
| -------------------- | ----------------- |
| Corea del Sud        | 2                 |
| Giappone             | 8                 |

### Classifiche di fine anno
| Classifica (2022) | Posizione |
| ----------------- | --------- |
| Corea del Sud     | 46        |